# Линн (сэйю)
Линн (яп. りん Рин, англ. Lynn; род. 1 июня, Йокосука, префектура Канагава, Япония) — японская сэйю.

## Биография
Линн родилась 1 июня в Йокосуке, префектура Канагава, в американо-японской семье. Линн начала проявлять интерес к актёрскому искусству ещё в подготовительной школе. На её интересы, среди прочего, повлияла мать, которая была участницей музыкальных групп. Во время обучения в начальной школе Линн смотрела такие аниме-сериалы, как Detective Conan и InuYasha, благодаря которым она заинтересовалась работой сэйю. В средней школе Линн узнала о Японском институте актёрского нарративного искусства (яп. 日本ナレーション演技研究所 Нихон нарэ:сён энги кэнкю:-дзё), специальном учебном заведении по подготовке сэйю. На первом году старшей школы, заручившись согласием родителей, Линн стала посещать уроки в институте; каждое воскресенье она ездила в Токио на синкансэне, поскольку в то время жила в префектуре Ниигата. На втором году старшей школы Линн стала менеджером баскетбольного клуба, а в следующем году выступила на школьном культурном фестивале; положительные отзывы, которые она получила за своё выступление, воодушевили её двигаться дальше в выбранном направлении. Линн приступила к работе сэйю ещё во время учёбы в старшей школе. Её первыми работами стали дубляж иностранных фильмов и озвучивание второстепенных персонажей аниме-сериалов. После окончания старшей школы Линн переехала в Токио.
В 2014 году Линн получила свою первую главную роль, озвучив Маю Кёдо в аниме-сериале Sabagebu!; также она в составе группы Gesukawa☆Girls исполнила закрывающую музыкальную тему «Pitty Patty Survibird». В 2016 году была утверждена на роли Нодзоми Каминаси в аниме-сериале Keijo!!!!!!!! и Масиро Мунэтани в High School Fleet. В аниме-сериале Idol Incidents, трансляция которого проходила в 2017 году, Линн получила роль Мидзуки Фудо и в составе группы Smile♥X исполнила открывающую музыкальную тему «Utae! Ai no Koyaku!». В число озвученных ею главных героинь аниме входят: Фука Акицуки из Fuuka (2017), Эна Комия из Just Because! (2017), Сакура Ямаути из полнометражного аниме-фильма «Хочу съесть твою поджелудочную» (2018), Мафую Кирису из We Never Learn (2019), Аяно Югири из Engage Kiss (2022) и другие.
Вне карьеры Линн увлекается конными скачками. Дважды, в октябре 2020 года во время розыгрыша приза Триумфальной арки во Франции и в апреле 2021 года во время проведения Osaka Hai в Японии, Линн получала выигрыш через оформление ставки-трифекта. Выигрыш в Osaka Hai составил более одного миллиона иен.
29 июля 2022 года, во время прямой трансляции программы, посвящённой аниме-сериалу Engage Kiss, Линн получила положительный результат теста на коронавирусную инфекцию COVID-19, вследствие чего была вынуждена покинуть программу в середине трансляции.
В конце октября 2023 года Линн была удостоена премии журнала Newtype в категории «Лучший сэйю».

## Избранная фильмография

### Аниме-сериалы
2012
- Magi — Аэро[20]
- Sakurasou no Pet na Kanojo — учительница в тренировочной школе[20]
- «Бакуман 3» — ассистентка[20]
- «Наруто: Ураганные хроники» — студентка[20]

2013
- Gingitsune — Морита[20]
- OreShura — ученица A, подруга[20]
- Robotics;Notes — репортёр[20]
- Sasami-san@Ganbaranai — одноклассница C[20]
- Unlimited Psychic Squad — Икуо[20]

2014
- Baby Gamba — Сиодзи[20]
- Love Live! 2nd Season — одноклассница[20]
- Monthly Girls’ Nozaki-kun — ученица, героиня, Ран[20]
- Recently, My Sister Is Unusual — капитан теннисного клуба, Юя Кандзаки (в детстве)[20]
- Sabagebu! — Мая Кёдо[4]
- The Irregular at Magic High School — диктор[20]
- Yowamushi Pedal: Grande Road — Кана[20]
- «Загадка дьявола» — женщина-инструктор B, ученица[20]

2015
- Comet Lucifer — Сого Амаги (в детстве)[20]
- Death Parade — Сигэру Миура (подросток)[20]
- Funassyi no Funafunafuna Biyori — Гуресси[20]
- Gate — Мютэ, девушка в фургоне, диктор, клерк, Дора[20]
- Ghost in the Shell: Arise — Alternative Architecture — девушка[20]
- Lance N’ Masques — Сильвия Марлоу[20]
- Mobile Suit Gundam: Iron-Blooded Orphans — Масахиро Альтланд (в детстве)[20]
- Plastic Memories — Рихо Сайто[20]
- Rampo Kitan: Game of Laplace — медсестра[20]
- The Heroic Legend of Arslan — леди из суда[20]
- Unlimited Fafnir — оператор A, ученица[20]
- Young Black Jack — Тиара[20]

2016
- Dimension W — Ацуко Хиросэ[20]
- Gate 2nd Season — рыцарь, женщина-рыцарь, Мютэ[20]
- Heavy Object — оператор[20]
- High School Fleet — Масиро Мунэтани[7]
- Keijo!!!!!!!! — Нодзоми Каминаси[6]
- Kuromukuro — Рита[20]
- Lostorage incited WIXOSS — связистка[20]
- Mayoiga — Пи-тан, Сой Латте[20]
- Norn9 — одноклассница 1
- Prince of Stride: Alternative — ребёнок[20]
- Saijaku Muhai no Bahamut — Лизшарт Атисмата[21]
- Snow White with the Red Hair 2 — Кидо[20]
- Sousei no Onmyouji — Сакура Сада[20]
- The Disastrous Life of Saiki K. — ученица A, Ёрико Итано[20]
- WWW.Working!! — Даити Сайто (подросток)[20]
- «Проза бродячих псов» — Ацуси Накадзима (в детстве)[20]

2017
- ēlDLIVE — Ниночка[20]
- Fuuka — Фука Акицуки[9]
- Idol Incidents — Мидзуки Фудо[8]
- Interviews with Monster Girls — Химари Таканаси[22]
- Just Because! — Эна Комия[10]
- Kino’s Journey — Учительница[23]
- Rin-ne 3rd Season — призрак девушки в больнице[20]
- Schoolgirl Strikers: Animation Channel — Мано Ринода

2018
- A Place Further than the Universe — Юмико Самэдзима[24]
- Angolmois: Record of Mongol Invasion — Тэрухи[25]
- Grand Chase Dimensional Chaser — Лей вон Кримсон Ривер
- Magical Girl Site — Асахи Такигути[26]
- Märchen Mädchen — Юмилия Казан[27]
- Ms. Vampire who lives in my neighborhood — Хината Нацуки[28]
- Ongaku Shojo — Котоко Кинтоки[29]
- The Girl in Twilight — Ю Тонака[30]
- The Seven Heavenly Virtues — Рафаил[31]

2019
- Do You Love Your Mom and Her Two-Hit Multi-Target Attacks? — Медхи[32]
- Dr. Stone — Лиллиан Вайнберг[33]
- Girly Air Force — Сон Минхуа[34]
- Kandagawa Jet Girls — Дженнифер Пич[35]
- Manaria Friends — Поппи[36]
- The Morose Mononokean II — Еген[37]
- Wataten!: An Angel Flew Down to Me — Коко Мацумото[38]
- We Never Learn — Мафую Кирису[12]
- «Бригада пылающего пламени» — принцесса Хибана[39]
- «Обещанная Страна Грёз» — Гильда[40]

2020
- Dokyu Hentai HxEros — Сико Мурасамэ[41]
- Koisuru Asteroid — Юки Эндо[42]
- Show by Rock!! Mashumairesh!! — Рарарин[43]
- Sword Art Online: Alicization — Шета
- Wandering Witch: The Journey of Elaina — Мирароза
- «Бригада пылающего пламени» (второй сезон) — принцесса Хибана

2021
- Cells at Work! Code Black — лейкоцит (нейтрофильный)[44]
- Mushoku Tensei: Jobless Reincarnation — Лилия Грейрат[45]
- Muv-Luv Alternative — Микото Ёрой[46]
- Night Head 2041 — Рэйка Муто[47]
- Re-Main — Тину Кавакубо[48]
- Show by Rock!! Stars!! — Рарарин
- The Aquatope on White Sand — Карин Кудака[49]
- The Honor Student at Magic High School — Айри Иссики[50]
- Tropical-Rouge! Pretty Cure — Эйко Мидзусима
- Tsukimichi: Moonlit Fantasy — Аква[51]
- «О моём перерождении в слизь» (второй сезон) — Люминус Валентайн
- «Обещанная Страна Грёз» (второй сезон) — Гильда

2022
- Aru Asa Dummy Head Mike ni Natteita Ore-kun no Jinsei — Цуруги Канэгафути[52]
- Engage Kiss — Аяно Югири[13]
- Fanfare of Adolescence — Тако Китами[53]
- Luminous Witches — Фумиё Кавагути
- Mobile Suit Gundam: The Witch from Mercury — Миорин Рембран[54]
- My Master Has No Tail — Сирара Цубаки[55]

2023
- Ao no Orchestra — Сидзука Татибана[56]
- Farming Life in Another World — Риа[57]
- I’m Giving the Disgraced Noble Lady I Rescued a Crash Course in Naughtiness — Эрика Кроуфорд[58]
- Insomniacs After School — Мотоко Каникава[59]
- My Daughter Left the Nest and Returned an S-Rank Adventurer — Юри[60]
- Oshi no Ko — Мияко Сайто[61]
- The Fruit of Evolution 2 — Беатрис Рёгнер[62]

2024
- Fate/strange Fake — ассасин[63]
- Haigakura — Хакусюрин[64]
- I Was Reincarnated as the 7th Prince so I Can Take My Time Perfecting My Magical Ability — Сильфа[65]
- Meiji Gekken: 1874 — Сэнри Куроки[66]
- Murder Mystery of the Dead — Ранна Кудзэ[67]
- My Instant Death Ability Is So Overpowered — Асака Такато[68]
- Oshi no Ko (второй сезон) — Мияко Сайто
- The New Gate — Рионн Штрайль Байройт[69]
- Why Does Nobody Remember Me in This World? — Фарин[70]
- Wistoria: Wand and Sword — Лиана Овенцаус[71]
- You Are Ms. Servant — Грейс[72]
- «Волчица и пряности: Торговец встречает мудрую волчицу» — Эльза[73]
- «О моём перерождении в слизь» (третий сезон) — Люминус Валентайн

2025
- Bad Girl — Киёрака Сумики[74]
- Bogus Skill «Fruitmaster» — Лина[75]
- Kusuriya no Hitorigoto (второй сезон) — Айла[76]
- My Awkward Senpai — Адзуса Каннава[77]
- The 100 Girlfriends Who Really, Really, Really, Really, Really Love You (второй сезон) — Мимими Уцукусисуги[78]
- Trillion Game — Акари Сиротора[79]
- Uma Musume: Cinderella Gray — Марузенски[80]

### Аниме-фильмы
- 2013 — Persona 3 The Movie: No. 1, Spring of Birth — гангстер D
- 2015 — Typhoon Noruda — Кэнта Сайдзё (в возрасте семи лет), учитель Момои
- 2016 — Monster Strike The Movie — Аой Мидзусава
- 2017 — «Мэри и ведьмин цветок» — кот
- 2018 — «Хочу съесть твою поджелудочную» — Сакура Ямаути[11]
- 2020 — High School Fleet: The Movie — Масиро Мунэтани
- 2020 — «Её заветное желание» — Кана Кисимото[81]
- 2022 — Wataten!: An Angel Flew Down to Me: Precious Friends — Коко Мацумото[82]
- 2023 — Fate/strange Fake: Whispers of Dawn — ассасин[83]

### OVA
- 2013 — Ghost in the Shell: Arise — оператор B
- 2015 — Hero Company — Саки Цуруги
- 2015 — Wakaba Girl — клиентка A
- 2016 — Charlotte Special Edition — Хонока
- 2017 — High School Fleet — Масиро Мунэтани
- 2025 — Shinsei Galverse — Момо[84]

### ONA
- 2015 — Monster Strike — Аой Мидзусава[85]
- 2015 — Ninja Slayer From Animation — Бунако, ребёнок, электронный голос, Оиран, Оиран B
- 2016 — Tawawa on Monday — сотрудница
- 2020 — Pokémon: Twilight Wings — Соня[86]
- 2020 — Sakura Kakumei: Hana Saku Otome-tachi — Прана Тосэй[87]
- 2021 — Beyblade Burst Dynamite Battle — Иллия Мао
- 2021 — «Звёздные войны: Видения» — Миса[88]
- 2022 — JoJo’s Bizarre Adventure: Stone Ocean — Перла Пуччи
- 2022 — Kotaro Lives Alone — Аканэ Нитта

### Компьютерные игры
2013
- Conception II: Children of the Seven Stars — Фуко
- Seiso no Amazones — Тэнси[89]

2014
- Fantasy × Runners 2 — Пиё, Нора, Юрири
- Pirate's Fantasia — Эмилия[90]
- Saga of Ishtaria — Исютару[91]
- Schoolgirl Strikers — Мано Ринода
- Tenku no Craft Fleet — Рукино, Саки, Тифа, Кодия, Джозеф[91]
- Yokai Hyakkitan! — демон

2015
- Bravely Archive — Тэнгу
- Fire Emblem Fates — Адзура[91]
- One Way Heroics — Коко
- Robot Girls Z Online — Рихтер
- The Tower of Princess — Валья, Алексия
- Uchi no Hime-sama ga Ichiban Kawaii — Юки Дзюки Шус Сноумен
- Xuccess Heaven — Фуюка Ямадзаки

2016
- Girls’ Frontline — HK21, MP7
- Idol Incidents — Мидзуки Фудо
- Life Is Strange — Хлоя Прайс[92], Тейлор Кристенсен
- Overwatch — Мэй (японская версия)[93]
- Quiz RPG Witch and Black Cat Wiz — Аделаида Шиллер
- Yome Collection — Масиро Мунэтани
- Yuba no Shirushi — Иру Махару[94]

2017
- Fire Emblem Heroes — Адзура[91]
- Granblue Fantasy — Джастис, Макура
- Koekatsu — Таня Курникова
- Magia Record — Коноха Сидзуми[95]
- Project Tokyo Dolls — Мисаки[96]
- World of Warships — Масиро Соя[97]

2018
- Life Is Strange: Before The Storm — Хлоя Прайс[91]
- Uma Musume Pretty Derby — Марузенски[98]

2019
- Code Vein — Ио
- Devil May Cry 5 — Нико

2020
- Azur Lane — USS Brooklyn (CL-40), USS Phoenix (CL-46), Champagne, Мусаси
- Crash Fever — Вики
- Kandagawa Jet Girls — Дженнифер Пич
- Lost Judgment — Эмили Мотидзуки[99]
- Sakura Kakumei: Hana Saku Otome-tachi — Прана Тосэй

2021
- Balan Wonderworld — Эмма Коул
- Gate of Nightmares — Эмма[100]
- Shin Megami Tensei V — Сахори Ицукисима
- That Time I got Reincarnated as a Slime: Isekai Memories — Люминус Валентайн

2022
- Eve: Ghost Enemies — Нанасэ Савасиро[101]
- Genshin Impact — Коломбина/Субретка[102]
- Tactics Ogre: Reborn — Катиуа Павел[103]
- The King of Fighters XV — Исла[104], Ре Верс

2023
- Sword Art Online: Last Recollection — Шета[105]
- World Dai Star: Yume no Stellarium — Дайкоку Карасумори[106]

2025
- Alterna Vvelt: Blue Exorcist Another Story — Кунан Хицуги[107]

## Награды и номинации
| Год  | Награда                  | Результат | Категория                                         | Работа                    | Прим.   |
| ---- | ------------------------ | --------- | ------------------------------------------------- | ------------------------- | ------- |
| 2018 | Crunchyroll Anime Awards | Номинация | Лучший эндинг (вместе с Карин Исобэ и Юной Ёсино) | «behind» из Just Because! | [ 108 ] |
| 2023 | Newtype Anime Awards     | Победа    | Лучший сэйю                                       | н/д                       | [ 19 ]  |